# Bitva v Kurském oblouku
Bitva v Kurském oblouku (resp. bitva u Kurska, operace Zitadelle, operace Citadela) byla jedna z nejvýznamnějších bitev druhé světové války na východní frontě. Německá vojska (Wehrmacht) ji zahájila 5. července 1943 s úmyslem získat zpět strategickou iniciativu na východní frontě a oslabit sovětskou Rudou armádu tak, aby nemohla v následující době zahájit významnější ofenzívu. Bezprostředním cílem bylo zlikvidovat Kurský oblouk a zničit sovětské síly v této oblasti. Bitva u Kurska se řadí k největším tankovým bitvám historie.
Ačkoliv ztráty Rudé armády byly mnohem větší než na německé straně, jednalo se z pohledu Německa o velký neúspěch, který je definitivně odsoudil k porážce. Němci totiž už nebyli schopni nahradit utrpěné ztráty a definitivně ztratili strategickou iniciativu na celé frontě. Historici tuto bitvu považují spolu s bitvou o Stalingrad za rozhodující střet východní fronty.

## Příprava bitvy

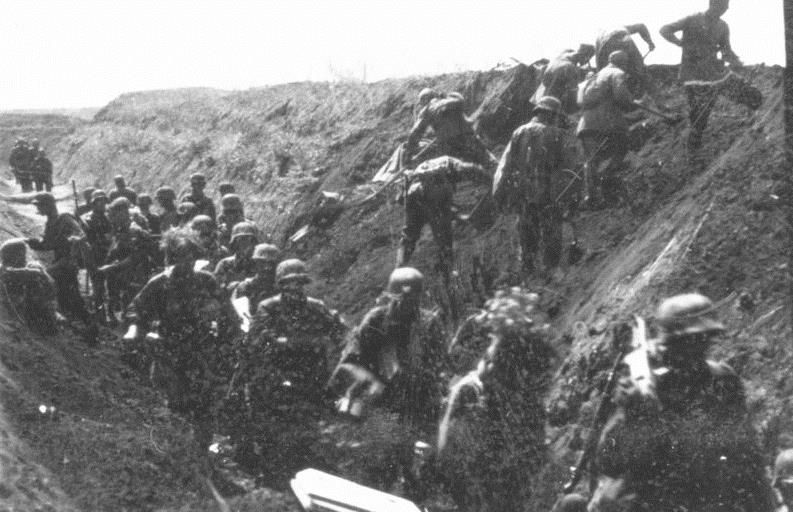
Členové útvarů Waffen-SS se přeskupují k útoku.

Situace Německa v roce 1943 začínala být kritická. Bylo evidentní, že jeho vojska upadají na všech frontách do defenzívy a že čas pracuje proti němu. Hitler oprávněně podezříval Spojence, že spolu navzájem konzultují svůj další postup a že další úder provedou společně. Hrozilo mu tak souběžné zahájení angloamerické ofenzivy ve Středomoří a sovětské na východní frontě. Proto se rozhodl zaútočit sám a alespoň jednoho z nepřátel poškodit do té míry, že nebude schopen sám udeřit. Logicky zvolil východní frontu, kterou se Mansteinovi podařilo po porážce u Stalingradu stabilizovat a která jediná slibovala možnost úspěšné akce takovéhoto rozsahu.
Hitlerův plán se setkal u německých velitelů se smíšeným přijetím. Část s myšlenkou souhlasila, jiní ostře protestovali. Mnozí frontoví velitelé z východu požadovali zkrácení fronty a přechod do aktivní obrany. Hitler se po dlouhém váhání rozhodl částečně vyhovět oběma skupinám: cílem německé ofenzívy bude Kurský oblouk – obrovský výběžek fronty vkliňující se do německých pozic poblíž města Kursk. Ten vznikl během jarní Mansteinovy ofenzivy, když jarní tání a bahno znemožnily útočné operace. Jeho likvidace i se všemi jednotkami, které se v něm nacházely, by bylo řešení, které by vedlo jak k rozsáhlému ochromení nepřítele, tak ke zkrácení fronty a snížení rizika průlomu a obklíčení, které se stále vznášelo nad skupinou armád Jih.
Pokud se Hitler domníval, že tím odpůrce velké ofenzívy uspokojí, hrubě se přepočítal. Někteří němečtí velitelé po seznámení se s hrubými obrysy plánu zasypali vrchní velení protesty. Upozorňovali, že Kurský oblouk je již dlouhé měsíce mohutně opevňován a posilován novými jednotkami. Útok proti několika pásmům pečlivě připravené obrany považovali za málo prozíravý, neobratný a nutně vedoucí k těžkým ztrátám (např. náčelník Hitlerova štábu Kurt Zeitzler). Někteří vyslovili pochybnost, zda lze takovou akci za existujícího poměru sil vůbec úspěšně provést. Hitler sám si jí asi také úplně jist nebyl, protože se rozhodl, že k provedení celé akce bude přistoupeno až poté, co budou dodány další těžké tanky (Tiger, Panther). Toto rozhodnutí však znechutilo některé velitele, kteří původně plán schvalovali. Namítali, že SSSR tanky vyrábí také (a to mnohem rychleji) a že zatímco budou čekat, Rusové budou prostor dále opevňovat. Někteří tankoví odborníci navíc zpochybňovali rozumnost uspěchaného nasazení dosud nevyzkoušených strojů typu Panther v tak enormně důležité bitvě a tak malém počtu. Rozčarování velitelů, kteří měli útok vést, postupem času rostlo stále více a více – tak jak se dodávky tanků stále více a více a opožďovaly. Přesto obě hlavní osoby, které měly útok vést (Model i Manstein) zhodnotily plán jako sice obtížný, leč proveditelný. Značně pesimističtější byl maršál von Kluge.[zdroj?]

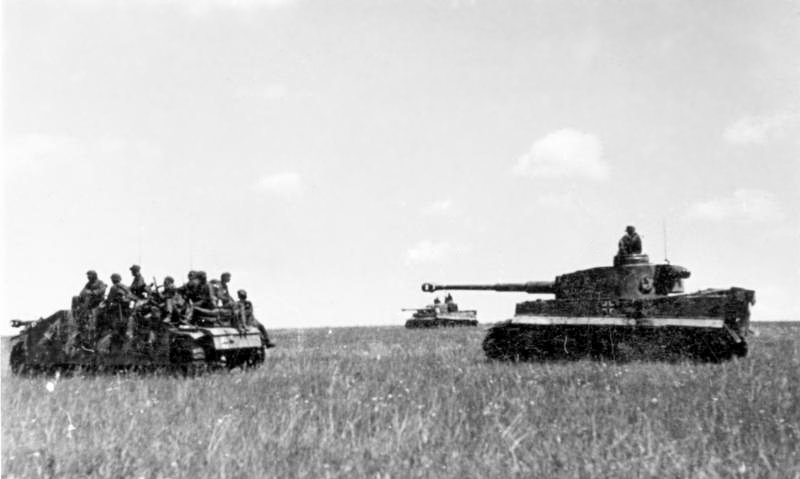
Dva Tigry a StuG s pěchotou

Hitler sám navíc začínal propadat nervozitě. Zdálo se, že teprve nyní zcela pochopil zoufalost své strategické situace. Ve velmi krátké době se musel smířit se ztrátou Tuniska a elitních příslušníků Afrikakorpsu a strávit několik nepříznivých zpráv rozvědky a svých spojenců. Jednalo se zejména o zprávy rozvědky ohledně odhadovaných sovětských záloh a nově postavených jednotek (více než dvojnásobně převyšovaly původní odhady) i ohledně italského odhodlání bojovat (Italové podle rozvědky intenzívně připravovali přeběhnutí ke Spojencům). Rumuni a Maďaři oznámili či naznačili vůdci, že nebudou schopni podporovat válečné snažení Říše tak, jako dosud. A na závěr italské nejvyšší velení oznámilo, že v současné době není schopno zajistit ani obranu italského území (o dalších oblastech Středomoří nemluvě). Další zprávy rozvědky byly ještě horší: Rudá armáda intenzívně připravovala útok v oblasti Orelského oblouku a Doňce. Bylo zřejmé, že čeká už jen na to, až angloamerické síly zahájí útok ve Středomoří. Koncentrace sovětských sil v Kurském oblouku navíc vzrostla do té míry, že velitel skupiny armád Střed začal mít obavy, zda by vůbec dokázal své pozice ubránit, pokud by sovětská strana zaútočila. Pokud šlo o útok, své pochybnosti vyjádřil už dříve.[zdroj?]
Výše zmíněné okolnosti vedly Hitlera k tomu, aby znovu zvážil naplánovanou akci. Jeho rozhodnutí bylo přinejmenším pochybné. Potvrdil plán operace Citadela v jeho nejrozsáhlejší variantě, ale znovu jej odložil. Přislíbil více těžkých tanků (Tiger a Panther) a nové typy stíhačů tanků (Ferdinand, Hornisse), ale ubral značný počet pěších divizí, které rozeslal po Francii, Itálii, Balkánu a na kritická místa východní fronty.[zdroj?]

## Plány stran

### Německý plán

Plán německého velení

Skupina armád Střed (velitel útoku Walther Model) a skupina armád Jih (Erich von Manstein) měla zaútočit na „krk“ Kurského oblouku ve směru kousek na východ od města Kursk s cílem odříznout město i celý oblouk a sovětské jednotky zde se nacházející. Hitler si sliboval hodně jak od zničení jednotek nacházejících se v oblouku, tak od obranných bojů, které začnou, až se Rudá armáda pokusí své obklíčené jednotky osvobodit. Plán evidentně musel vyústit v gigantickou bitvu, proto se k jeho provedení shromáždila většina tankových sil obou skupin armád i další strategické zálohy. Přesto panovaly oprávněné pochybnosti, zda mají obě útočná uskupení dostatek prostředků k provedení akce.[zdroj?]

### Sovětský plán

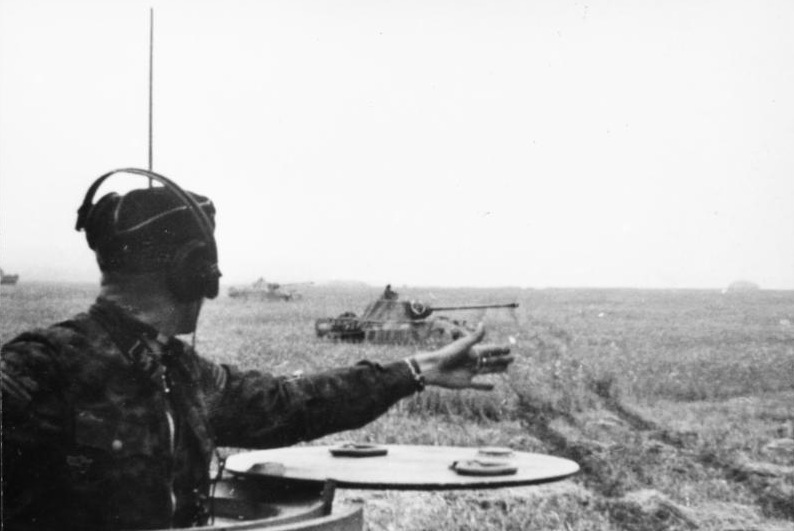
Německé tanky typu Panther se seřazují do výchozích pozic

Sovětské velení Stavka si bylo vědomo německých plánů týkajících se Kurského oblouku do takových detailů, že znalo i průběžné změny a přesuny termínů. Bylo informováno i o posledním a definitivním termínu s takovým předstihem, že byl zcela vyloučen jakýkoliv moment překvapení ve prospěch Německa.[zdroj?]
Sovětský plán vypracovaný Žukovem – „Operace Kutuzov“ – spočíval v odražení nepřátelského útoku zhruba 1/2 až 2/3 shromážděných sil a následným protiútokem zbytku, který by německé síly rozdrtil. Zároveň s druhou fází operace se předpokládaly akce v oblasti Doňce a Orelského oblouku a snad i akce angloamerických sil ve Středomoří. Cílem tedy dle Žukova bylo: „unavit nepřítele na našich obranných postaveních, vyřadit z boje jeho tanky, pak přivést čerstvé posily a zlikvidovat hlavní seskupení generální ofenzívou“.[zdroj?] Za tímto účelem byly shromážděny celé 3 fronty. Dva měly za úkol přímou obranu Kurského oblouku (Centrální front Konstantina Rokossovského na severu a Voroněžský front N. F. Vatutina na jihu), jeden (Stepní front I. S. Koněva) měl tvořit zálohy pro protiútoky v první a druhé fázi bitvy. Pak zde byly ovšem ještě tři fronty na frontě severně a jižně od Kurského oblouku (Západní front a Brjanský front na severu a Jihozápadní front), které vyčlenily ze svých řad početné zálohy, které měly být v případě potřeby poskytnuty frontům v Kurském oblouku. Zároveň se předpokládalo, že ve druhé fázi operace zahájí Západní front útok na skupinu armád Střed v severní části Orelského oblouku.[zdroj?]
Během příprav byla na kritických místech vybudována 2 úplná hluboká pásma těžkého polního opevnění optimalizovaného k protitankovému boji. Třetí se právě dokončovalo a čtvrté vznikalo. V hloubce ještě bylo vytvořeno další pásmo obrany. Sovětská strana tak byla dobře připravena.[zdroj?]

## Bitva

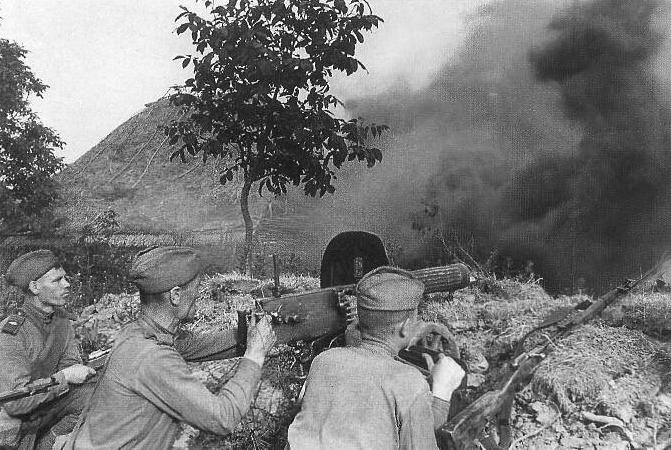
Sovětská kulometná jednotka během bitvy

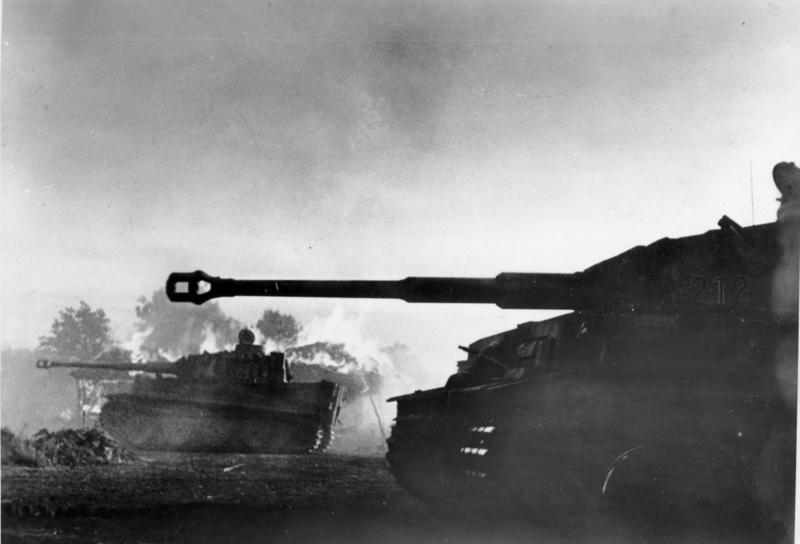
Tigry v severním sektoru bitvy

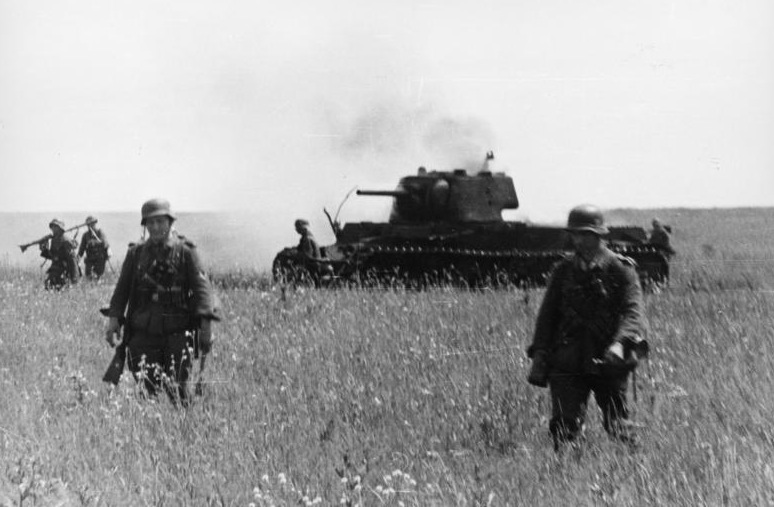
Postupující německá pěchota, v pozadí zničený sovětský tank KV-1

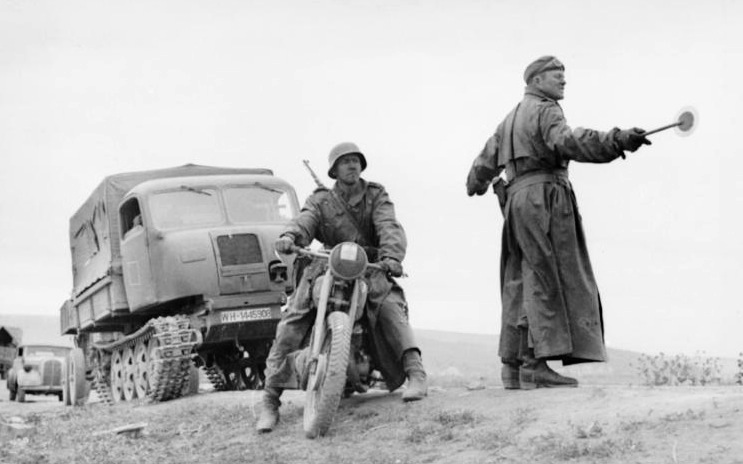
Motorisovaná skupina při přesunu, koncem června.

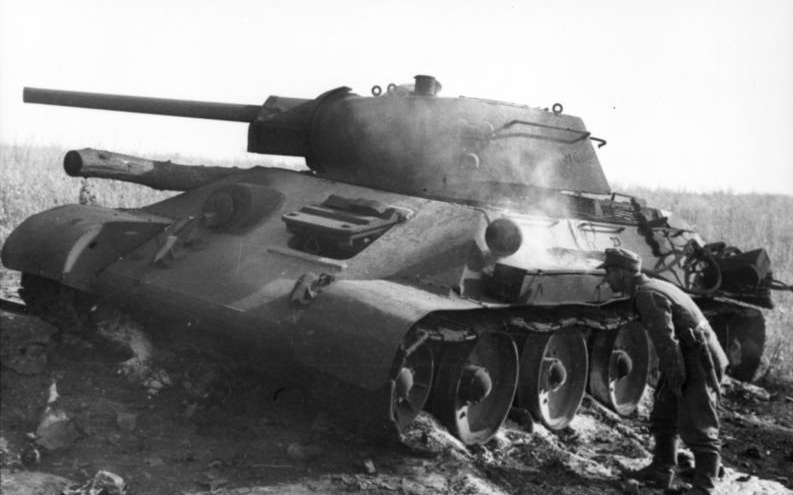
Němečtí vojáci prohlížejí zničený sovětský tank T-34 po bojích u Prochorovky

Předběžné německé akce byly zahájeny 4. července 1943 odpoledne 4. tankovou armádou. Akce byla úspěšná, ale téměř čtvrtina brigády Pantherů musela být vyřazena pro technické obtíže. Vlastní útok začal 5. července ve 4:30 ráno. Sovětské zdroje udávají, že těsně před zahájením německého útoku provedlo dělostřelectvo Rudé armády na základě informací od několika přeběhlíků o plánovaném začátku ofenzívy zdařilý mohutný dělostřelecký přepad, který způsobil německým úderným jednotkám těžké ztráty. Bojová hlášení německých jednotek mluví pouze o krátké rušivé palbě „bez významných následků“.
Brzy bylo zřejmé, že plán akce nebude možno splnit tak rychle, jak bylo očekáváno. V prvních dnech Němci sice dosáhli určitých výsledků, leč jejich postup stále více zadrhával a ztráty neúměrně rostly. Jako rozhodující faktor lze zřejmě brát i situaci ve vzduchu – Luftwaffe v prvních dnech získala zřetelnou převahu a byla bez problémů schopna jak zajišťovat vzdušné údery proti nepřátelským jednotkám, tak poskytovat vzdušné krytí jednotkám vlastním. Postupem času však Stavka začala k bojišti přesunovat tisíce nových strojů a zároveň se projevil nedostatek pohonných hmot u německého letectva. Výsledkem bylo, že Luftwaffe již nebyla schopna plnit oba úkoly naráz (mohla buďto bránit své jednotky, nebo sama útočit na pozemní jednotky nepřítele), což připravilo německou stranu o poslední důležitou výhodu, kterou měla. Výše zmíněný scénář víceméně popírají sovětské zdroje, které zpravidla mluví o vyrovnané situaci ve vzduchu na počátku a své jednoznačné převaze ve vzduchu na konci bitvy. Většina německých ztrát ovšem spadá na účet dobře vybudované protitankové obrany, minových polí a sovětského dělostřelectva.
6. července začalo být Skupině armád Střed zřejmé, že asi nebude schopna splnit své úkoly. Skupina armád Jih zatím pokračovala v postupu, ale její zpoždění rostlo a nepřítel proti ní začal nasazovat zálohy. Projevil se nedostatek zejména pěchoty, která by zajišťovala týl a křídla postupujících tankových klínů. Manstein i Model se proto obrátili na Hitlera, aby jim povolil nasadit pěší zálohy, nad nimiž si prozatím ponechal kontrolu, neboť za současného stavu byla více než 1/3 všech úderných tankových sil vázána podružnými úkoly, které jim nepříslušely. Většina odborníků, kteří do té doby nepovažovali operaci Citadela za předem ztracenou, se domnívá, že byla definitivně pohřbena právě nyní, když Hitler tuto žádost odmítl.[zdroj?] Manstein tedy použil vlastní frontové jednotky Doněcké oblasti, což ovšem nestačilo a navíc to bylo nesmírně riskantní, neboť tak oslabil zabezpečení svého pravého křídla a týlu. Model tuto možnost neměl, neboť velel pouze útoku a velitel skupiny armád Střed Günther von Kluge jeho žádost o přesun jednotek zamítl (což se později ukázalo jako nanejvýš správné rozhodnutí). Během 7.–10. července obě německá uskupení ještě postupovala, do operačního pásma obrany se ovšem podařilo proniknout pouze jižní skupině. Severní se, navzdory opakovaným útokům, nedostala dále než o 5–10 kilometrů. Neúnosné ztráty a sovětské protiútoky způsobily, že 10. července se německý postup zcela zastavil. Hitler proto poskytl Skupině armád Střed polovinu leteckých sil Skupiny armád Jih. To nebyl nejšťastnější krok, neboť zpomalil postup na jihu, zatímco na podstatné zlepšení situace na severu nestačil. Kolem 9. července začal být Hitler velice nervózní a naléhal na urychlené dokončení operace, neboť začal dostávat zprávy o bezprostředně hrozící invazi angloamerických jednotek na Sicílii a možná i Balkáně (k prvnímu pak skutečně došlo v noci z 9. na 10. července 1943).[zdroj?]
Vrchní velitelství německé branné moci OKW si bylo již od prvních dnů vědomo, že ofenzíva nepostupuje podle představ, a tak 7. července vydalo zprávu o tom, že údajně útok nezahájila německá, nýbrž sovětská vojska: „…v prostoru Kurska sovětské velitelství nepřetržitě uvádělo v činnost tankové útvary, avšak hlavní pozice německé obrany se na všech úsecích nacházejí pevně v našich rukách a ani na jednom úseku fronty ještě nebyly uvedeny do boje sebenepatrnější německé tankové síly. Sovětská zpráva o tom, že začala německá ofenzíva, je lživá“.[zdroj⁠?!]
12. července vydal Hitler rozkaz povolující nasazení pěších záloh, aby operaci urychlil, avšak jednak již bylo pozdě, jednak začalo být zřejmé, že německé síly budou mít úplně jiné starosti, neboť Rudá armáda zahájila protiúder – operaci Kutuzov. Začala druhá fáze bitvy. Koněvův Stepní front zahájil společně s Voroněžským frontem mohutný úder proti skupině armád Jih, zatímco Rokossovského Střední front zaútočil na Skupinu armád Střed. Ta se sice s útokem vyrovnala, jenže Sověti vzápětí zaútočili na severní část Orelského oblouku Západní front a Brjanský front, prolomili německou frontu a bezprostředně ohrozili týl jejího úderného uskupení. Maršál Günther von Kluge musel veškeré zálohy nasadit proti tomuto nebezpečí, přičemž sáhl i do rezerv Modelova útočného seskupení, což logicky znamenalo, že akce skupiny armád Střed v Kurském oblouku nebudou moci smysluplně pokračovat (Hitler ovšem tuto interpretaci situace odmítal až do okamžiku zrušení celé operace). Na jihu se zatím střetla masa stovek tanků poblíž Prochorovky (tato série střetů bývá obvykle nesprávně označována jako největší tanková bitva v historii, tou je ovšem mnohem méně známá bitva u Dubna z června 1941). Výsledek této bitvy je poněkud sporný a obě strany ji reklamují jako své vítězství,, přestože z hlediska ztrát šlo navzdory původním sovětským tvrzením o jednostranný masakr, v němž byla při zanedbatelných německých ztrátách zničena 5. tanková armáda generála Rotmsitrova.
Manstein byl připraven pokračovat v úderu, nicméně Hitler operaci Citadela 14. července ukončil a odebral Mansteinovi část jeho jednotek. Velitel Skupiny armád Jih ostře protestoval – tvrdil že již porazil hlavní síly protivníka a je čas jej dorazit.[zdroj?]  Toto tvrzení je zejména v sovětské literatuře odmítáno jako příliš optimistické, sovětská strana stále disponovala rozsáhlými zálohami, které mohla kdykoliv nasadit.[zdroj?] Ukončení operace Hitlerem poskytlo sovětské straně prostor pro tvrzení, že u Prochorovky vyhrála a že Mansteina zastavily jeho těžké ztráty v této bitvě.

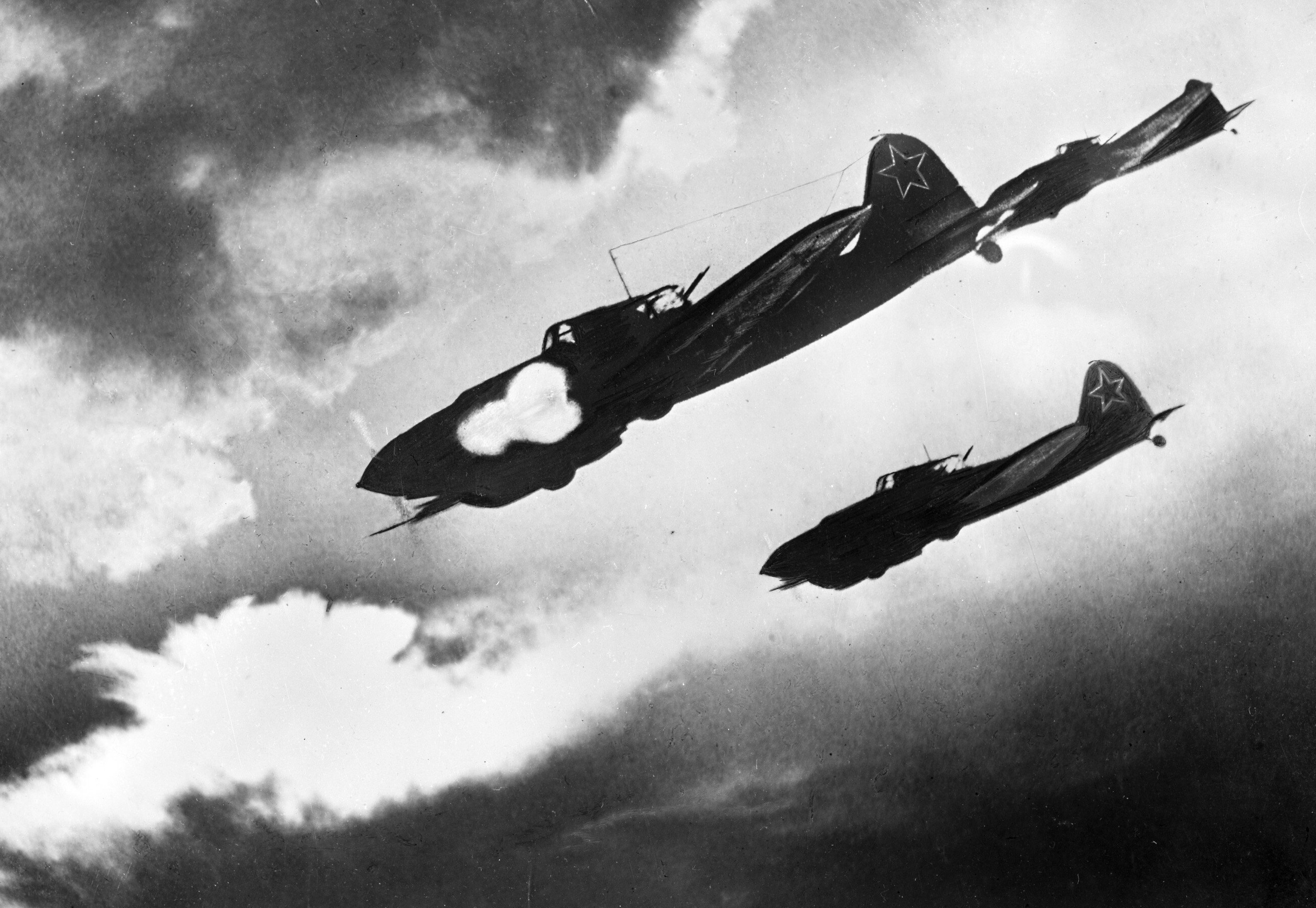
Útok bitevních letadel Iljušin Il-2

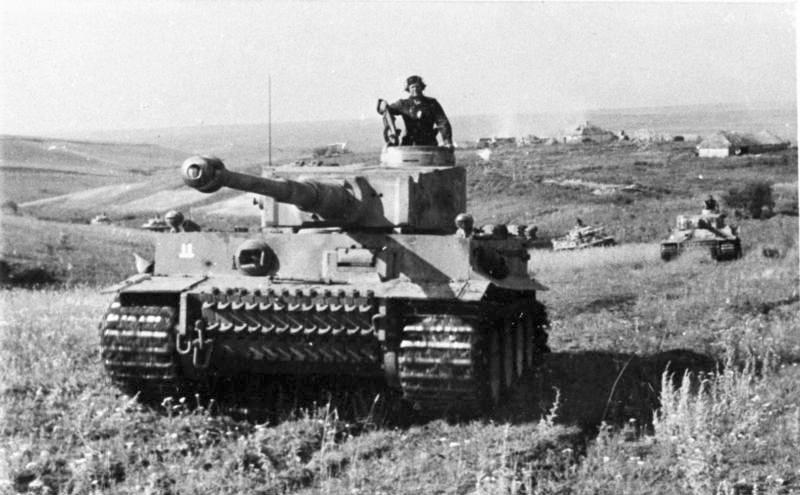
Kolona Tigrů

Hitler nakonec Mansteinovy protesty odmítl, ale nezasáhl, když se Manstein rozhodl v akci pokračovat na vlastní pěst (musel se vzdát hlavního úderu, ale hodlal zničit co nejvíc jednotek nepřítele).[zdroj⁠?!] 16. července však akce z jeho pohledu v podstatě skončila, neboť mu Hitler odebral 2. tankový sbor SS, bez kterého nemohl v útocích pokračovat. Přesto však i nadále prováděl alespoň dílčí útoky proti exponovaným pozicím nepřítele a to až do 22. července, kdy mu Hitler odebral další jednotky a přísně mu nařídil další akce ukončit.[zdroj?]
V průběhu srpna pak provedla Rudá armáda generální protiútok v Kurském a Orelském oblouku i Doněcké oblasti, který vrhl obě německé skupiny armád zpět. Rudá armáda získala zpět všechno území, ztracené během německé ofenzívy, a 5. srpna současně dobyla dva nejdůležitější opěrné body Wehrmachtu, Orel a Bělgorod, čímž byl umožněn její další bleskový postup až k Dněpru. Německou stranu hodně poškodila chyba Mansteina, který zřejmě žil i nadále v iluzích ohledně sil nepřítele a nepřipravil svou skupinu armád na ústup, což vedlo ke ztrátě značného množství cenného materiálu.

## Následky bitvy

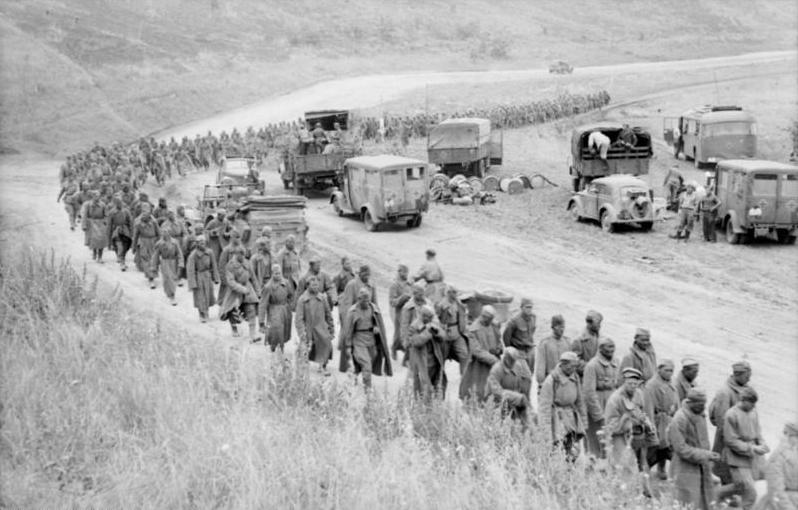
Zástupy sovětských zajatců

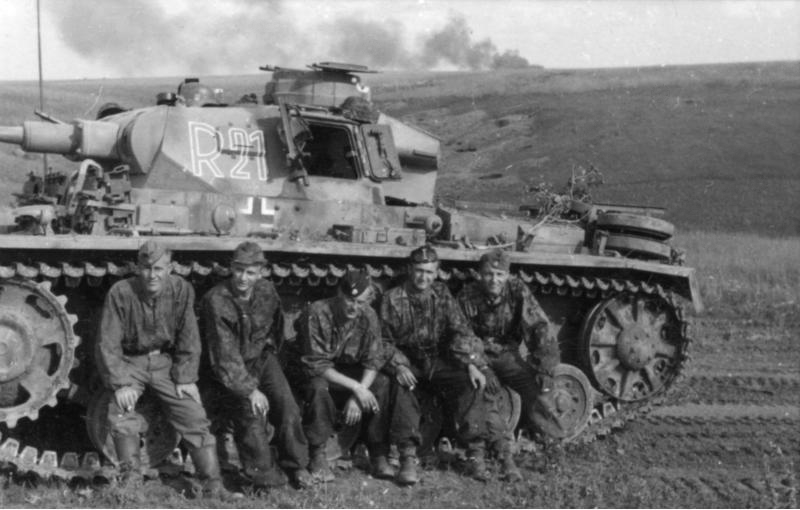
Posádka tanku Pz.Kpfw. III z 2. tankové divize SS „Das Reich“ odpočívá po bojích v jižním sektoru

Myšlenka velké vítězné bitvy na východní frontě snad nemusela být mylná (byť válku již s největší pravděpodobností nemohla zvrátit), ovšem místo i způsob byly zvoleny velice nešťastně a odklady akce a Hitlerova nerozhodnost ohledně nasazení záloh definitivně zmařily i ty malé šance na úspěch, které zbývaly. Mnoho odborníků se ovšem kloní k názoru, že zmíněné okolnosti nebyly zase tak podstatné. Podle nich už v roce 1943 nebylo v silách Německa ochromit Rudou armádu a rozdíl v průmyslových potenciálech obou stran vylučoval, že by se situace mohla v tomto ohledu někdy změnit v Hitlerův prospěch.[zdroj?]
Německá strana nasadila v průběhu bojů u Kurska asi 2/3 svých obrněných sil. Rozhodující byly nejen ztráty (které sice byly citelné, ale nikoliv zdrcující), ale zejména ztráta času, promarnění příležitosti a oslabení ostatních částí bojiště. Němci potřebovali rychlé a výrazné vítězství na východní frontě, které by ochromilo jejich protivníka. Nedosáhli ho však a dlouhodobé soustředění většiny německých elitních sil v prostoru Kurska umožnilo Spojencům ve Středomoří a Rudé armádě v Doňské a Charkovské oblasti a Orelském oblouku rozvinout vlastní útočné operace, které skončily jejich drtivými úspěchy (konkrétně pád Sicílie a měst Orel, Bělgorod a Charkov). 3. srpna 1943 začala Operace Vojevůdce Rumjancev, 7. srpna začala Smolenská operace a od 24. srpna do Vánoc 1943 se uskutečnila gigantická bitva o Dněpr, při které byla osvobozena Levobřežní Ukrajina a Kyjev. Německá strana pak už nikdy nezískala výraznou strategickou iniciativu na žádné části evropského bojiště a poměr sil mezi ní a Spojenci se stále výrazněji měnil v její neprospěch. Jakékoliv shromáždění relevantních německých sil k (proti)útoku (bitva v Ardenách, operace Jarní probuzení) automaticky znamenalo natolik riskantní oslabení ostatních pozic, že žádná podobná akce neměla šanci na celkový dobrý výsledek.
Pro Rudou armádu byla naopak bitva u Kurska poslední velkou obrannou operací, ve zbývajících necelých dvou letech války již jen útočila a její postup vpřed se zastavil až v Berlíně a Praze. Bitva v Kurském oblouku stála Německo asi 203 000 vojáků a 720 tanků.

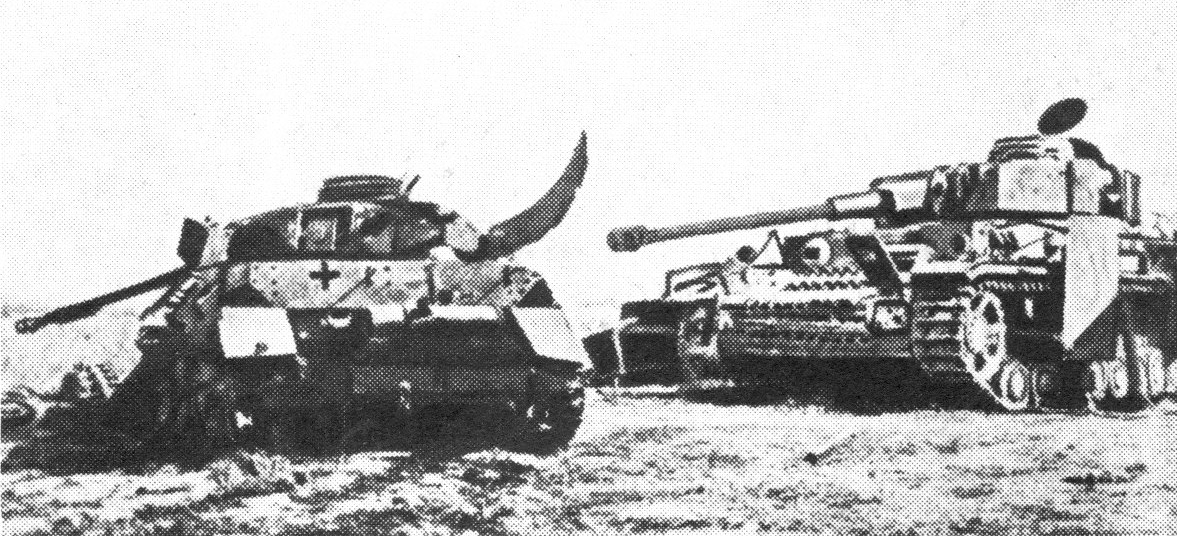
Zničené německé tanky v bitvě u Kurska
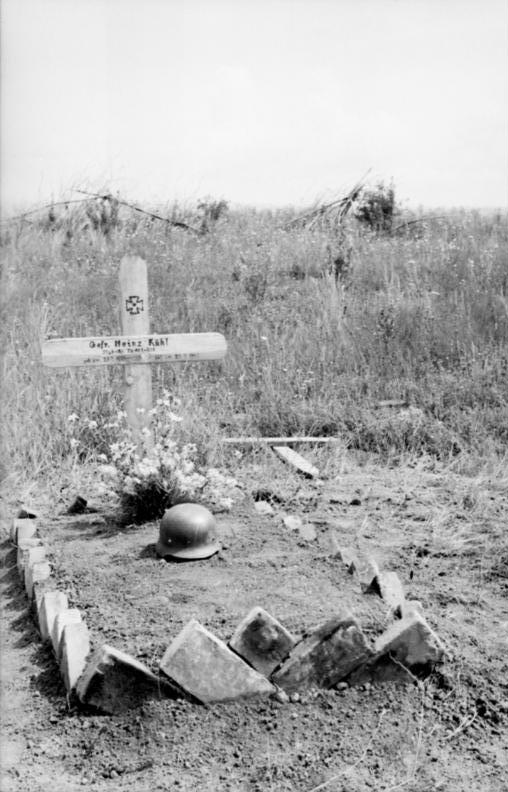
Polní hrob německého vojáka
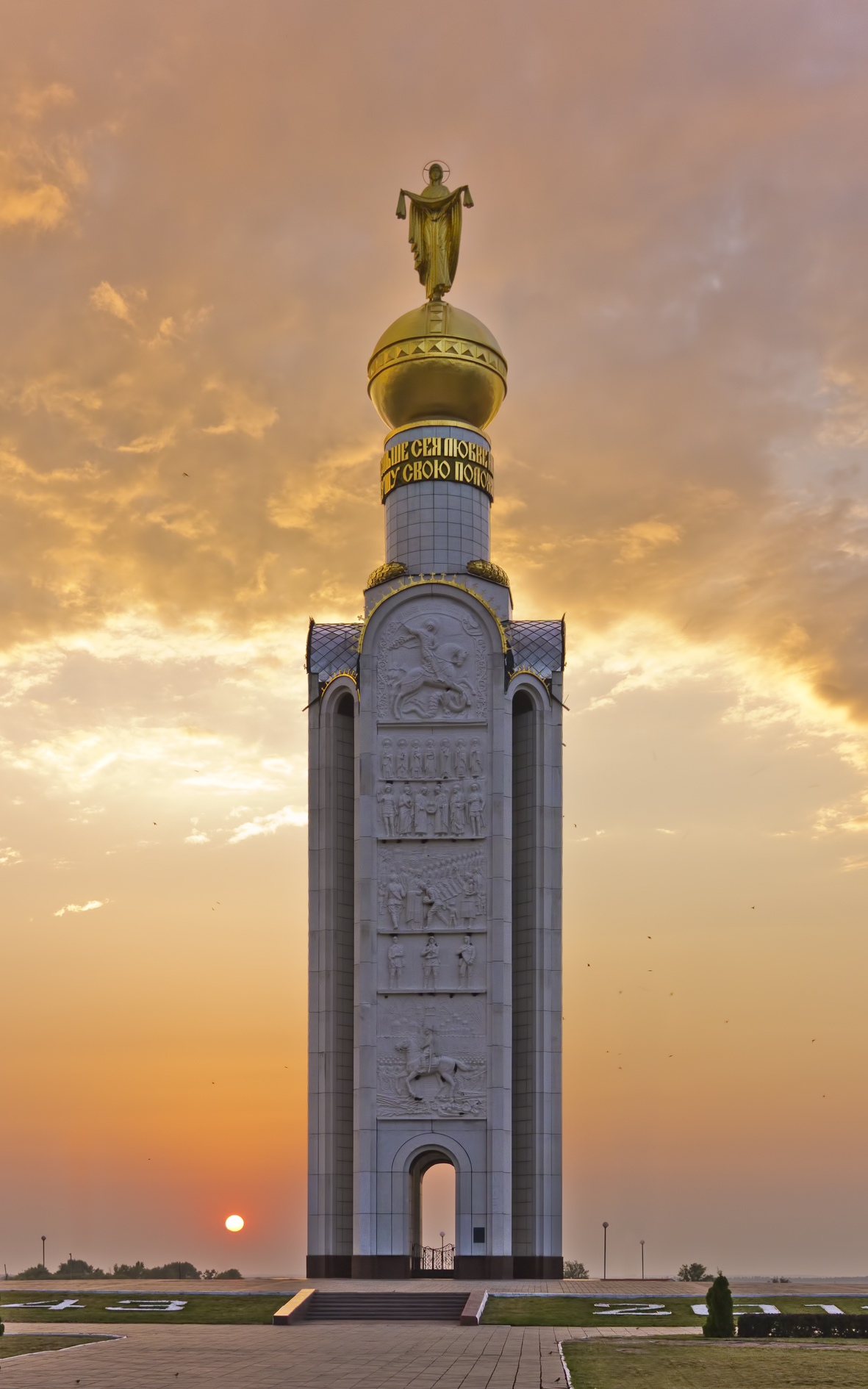
Památník padlých sovětských vojáků
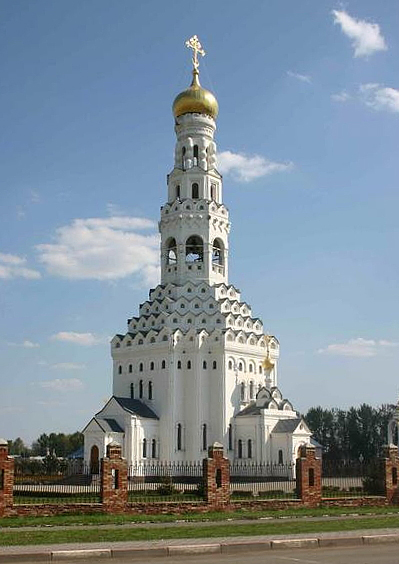
Pravoslavná katedrála na bývalém bitevním poli
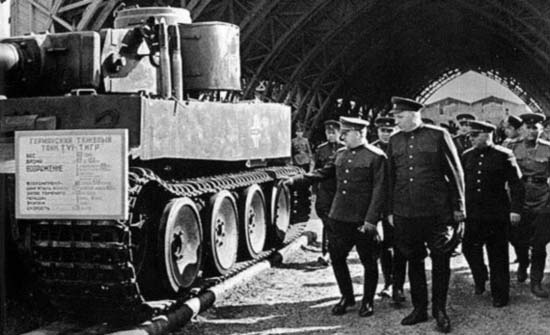
Maršál Žukov si prohlíží ukořistěný německý tank Tiger

## Jednotky účastnící se bitvy u Kurska na straně Německa
Skupina armád Střed – Günther von Kluge
- 2. tanková armáda – Erich Heinrich Clössner od srpna Walter Model, tato armáda se přímo neúčastnila Operace Citadela, ale až následných obranných bojů u Orla.
- 9. armáda – Walter Model
  - XXIII. armádní sbor – Johannes Frießner
  - XLI. tankový sbor – Josef Harpe
  - XLVII. tankový sbor – Joachim Lemelsen
  - XLVI. tankový sbor – Hans Zorn
  - XX. armádní sbor – Rudolf von Roman, tento sbor se přímo neúčastnil Operace Citadela.
- 2. armáda – Hans von Salmuth, tato armáda se přímo neúčastnila Operace Citadela.
- 6. letecká armáda – Robert von Greim

Skupina armád Jih – Erich von Manstein
- 4. tanková armáda – Hermann Hoth
  - LII. armádní sbor – Eugen Ott, tento sbor se přímo neúčastnil Operace Citadela.
  - XLVIII. tankový sbor – Dietrich von Choltitz
  - II. tankový sbor SS – Paul Hausser
- Armádní skupina "Kempf" – Werner Kempf, později byla přejmenována na 8. armádu
  - III. tankový sbor – Hermann Breith
  - Rausův armádní sbor – Erhard Raus
  - XLII. armádní sbor – Franz Mattenklott, tento sbor se přímo neúčastnil Operace Citadela.
- 1. tanková armáda – Eberhard von Mackensen, tato armáda se přímo neúčastnila Operace Citadela.
- 4. letecká armáda – Wolfram von Richthofen, který nebyl přítomen a zastupoval jej Otto Desloch.
- Záloha Skupiny armád Jih
  - XXIV. tankový sbor – Walther Nehring

## Jednotky účastnící se bitvy u Kurska na straně SSSR
Západní front – Vasilij Danilovič Sokolovskij, tento front se přímo neúčastnil Operace Citadela, ale až následných bojů o Orel.
- 50. armáda – Ivan Vasiljevič Boldin, tato armáda se přímo neúčastnila Operace Citadela.
- 11. armáda – Ivan Ivanovič Feďuninskij, tato armáda se přímo neúčastnila Operace Citadela.
- 11. gardová armáda – Ivan Christoforovič Bagramjan, tato armáda se přímo neúčastnila Operace Citadela, ale až následných bojů o Orel.
- 4. tanková armáda – Vasilij Michajlovič Badanov, tato armáda se přímo neúčastnila Operace Citadela, ale až následných bojů o Orel.

Brjanský front – Markjan Michajlovič Popov, tento front se přímo neúčastnil Operace Citadela, ale až následných bojů o Orel.
- 61. armáda – Pavel Alexejevič Bělov, tato armáda se přímo neúčastnila Operace Citadela, ale až následných bojů o Orel.
- 3. armáda – Alexandr Vasiljevič Gorbatov, tato armáda se přímo neúčastnila Operace Citadela, ale až následných bojů o Orel.
- 3. gardová tanková armáda – Pavel Semjonovič Rybalko, tato armáda se přímo neúčastnila Operace Citadela, ale až následných bojů o Orel.
- 63. armáda – Vladimir Jakovlevič Kolpakči, tato armáda se přímo neúčastnila Operace Citadela, ale až následných bojů o Orel.

Centrální front – Konstantin Konstantinovič Rokossovskij
- 48. armáda – Prokofij Logvinovič Romaněnko
- 13. armáda – Nikolaj Pavlovič Puchov
- 2. tanková armáda – Alexej Grigorjevič Rodin
- 70. armáda – Ivan Vasiljevič Galanin
- 65. armáda – Pavel Ivanovič Batov, tato armáda se přímo neúčastnila Operace Citadela.
- 60. armáda – Ivan Danilovič Čerňachovskij, tato armáda se přímo neúčastnila Operace Citadela.
- 16. letecká armáda – Sergej Ignaťjevič Ruděnko

Voroněžský front – Nikolaj Fjodorovič Vatutin
- 38. armáda – Nikandr Jevlampijevič Čibisov, tato armáda se přímo neúčastnila Operace Citadela.
- 40. armáda – Kirill Semjonovič Moskalenko
- 1. tanková armáda – Michail Jefimovič Katukov
- 6. gardová armáda – Michail Nikolajevič Čisťakov
- 69. armáda – Vasilij Dmitrijevič Krjučenkin
- 7. gardová armáda – Michail Stěpanovič Šumilov
- 2. letecká armáda – Stěpan Akimovič Krasovskij

Jihozápadní front – Rodion Jakovlevič Malinovskij, tento front se přímo neúčastnil Operace Citadela, ale až následných bojů o Charkov.
Stepní front – Ivan Stěpanovič Koněv, byl to záložní front, ze kterého do Operace Citadela zasáhly dvě armády.
- 5. gardová armáda – Alexej Semjonovič Žadov
- 5. gardová tanková armáda – Pavel Alexejevič Rotmistrov